# Ewald Schurer

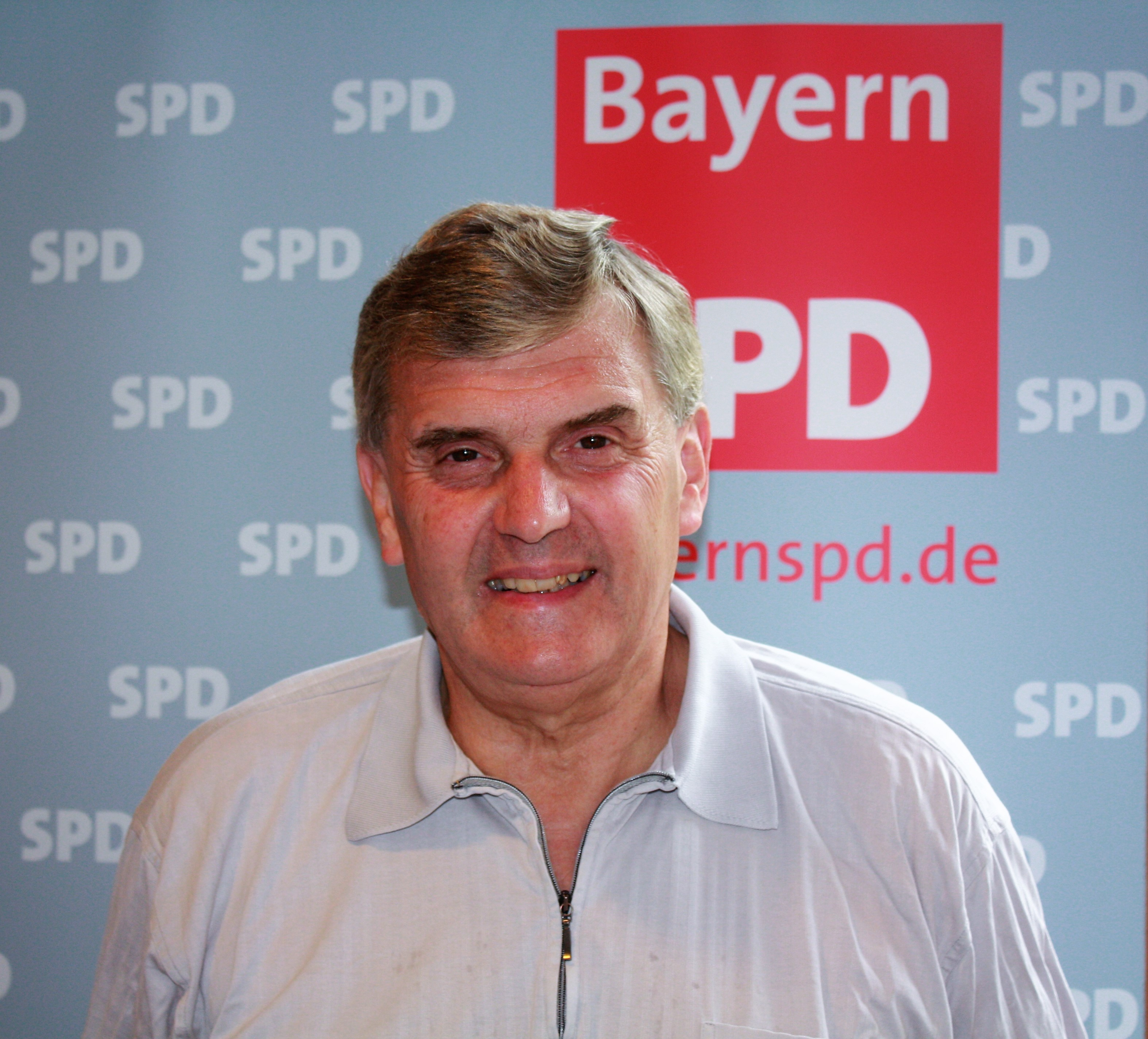
Ewald Schurer (2017)

Ewald Schurer (* 15. April 1954 in Ebersberg; † 3. Dezember 2017 ebenda) war ein deutscher Politiker (SPD) und Abgeordneter zum Deutschen Bundestag.

## Leben und Beruf
Nach dem Besuch der Volksschule machte Schurer von 1969 bis 1972 eine Ausbildung zum Kaufmann im Groß- und Außenhandel. Danach war er bis 1974 als Disponent bei der BMW AG und anschließend als Kundenberater bei der Dun & Bradstreet Deutschland GmbH tätig. Auf dem Zweiten Bildungsweg erwarb Schurer 1978 das Abitur. Das Studium an einer Fachhochschule beendete er 1988 als Diplom-Betriebswirt (FH). Seit 2002 war Schurer als Kommunikationsberater selbständig.
Ewald Schurer war katholisch, verheiratet und Vater von vier Kindern.

## Partei

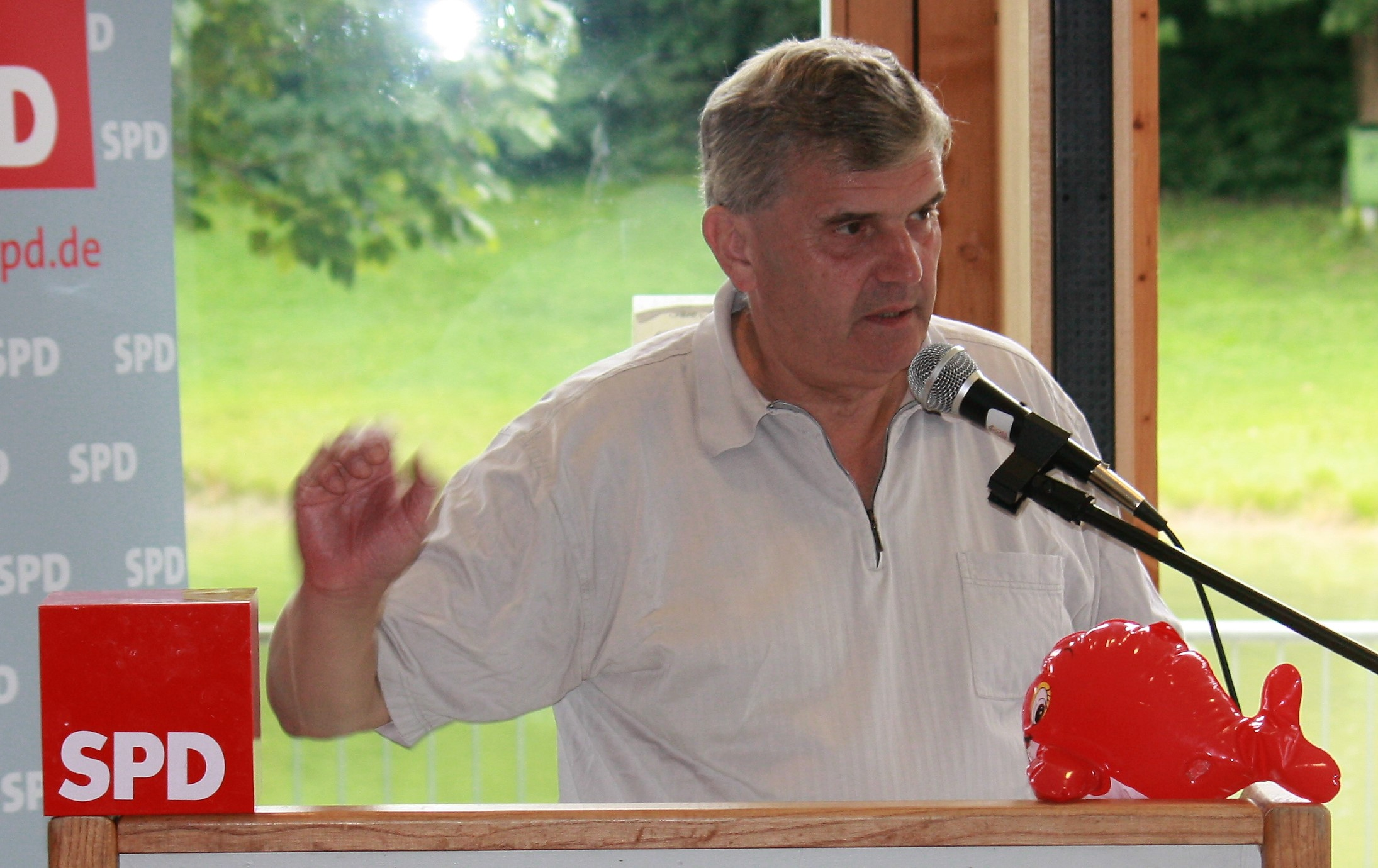
Schurer bei einer Wahlkampfveranstaltung (2017)

Schurer trat 1972 in die SPD ein und engagierte sich zunächst bei den Jusos, deren Vorsitzender er in Südbayern von 1972 bis 1985 war.
Von 1990 bis 2004 und von 2009 bis 2011 war Schurer Vorsitzender des SPD-Unterbezirks Ebersberg. Von 2003 bis 2017 war er zudem Vorsitzender des SPD-Bezirks Oberbayern. Auf dem Landesparteitag der Bayern SPD am 11. und 12. Juli 2009 wurde Schurer mit 68,1 Prozent der Stimmen zum stellvertretenden Landesvorsitzenden gewählt. 2017 trat er nicht mehr zur Wahl des Landesvorstands an.

## Abgeordneter

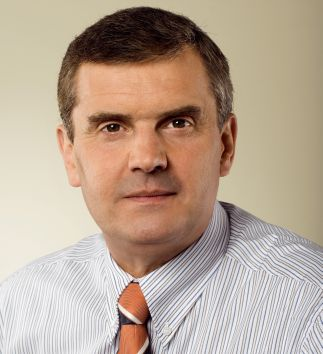
Ewald Schurer (2007)

Schurer trat bei der Bundestagswahl 1994 erfolglos im Bundestagswahlkreis Altötting an. Bei der Bundestagswahl 1998 zog er dann über die Landesliste in den Deutschen Bundestag ein, schaffte aber 2002 nicht den Wiedereinzug.
Bei der vorgezogenen Bundestagswahl 2005 kandidierte Schurer als Direktkandidat für den Wahlkreis Erding-Ebersberg. Zwar unterlag er dem CSU-Kandidaten Maximilian Lehmer, konnte jedoch über die Landesliste wieder in den Bundestag einziehen. Auch bei der Bundestagswahl 2009 wurde er über die Landesliste ins Parlament gewählt, ebenso 2013 und 2017, als er gegen den CSU-Kandidaten Andreas Lenz im Wahlkreis verlor, aber über die SPD-Landesliste in den Bundestag kam.
Im Bundestag war er ordentliches Mitglied im Haushaltsausschuss und im Unterausschuss zu Fragen der Europäischen Union und stellvertretendes Mitglied im Ausschuss für Arbeit und Soziales.
Im Haushaltsausschuss war Schurer Berichterstatter für den Haushalt des Bundesministeriums für Arbeit und Soziales.
Darüber hinaus arbeitete Schurer in den SPD-Arbeitsgemeinschaften Kommunalpolitik und Bosnien und Herzegowina.
Er war zudem Mitglied und haushaltspolitischer Sprecher der Landesgruppe Bayern.
Nach dem plötzlichen Tod Schurers im Dezember 2017 rückte für ihn Carsten Träger als Abgeordneter der SPD in den Bundestag nach.